# Warenhaus Rudolph Karstadt (Štětín)
Warenhaus Rudolph Karstadt je neexistující obchodní dům ve Štětíně, který se nacházel na dnešní ulici Księdza Kardynała Stefana Wyszyńskiego, na sídlišti Staré Město, ve čtvrti Śródmieście.
Warenhaus Rudolph Karstadt sousedil s obchodním domem Warenkaufhaus Aronheim & Cohn.

## Dějiny
První budova štětínské pobočky obchodních domů Rudolfa Karstadta byla postavena v letech 1912–1916 na tehdejší Breite Straße. Náměstí pro jeho výstavbu bylo získáno zbořením čtyř činžovních domů. Forma obchodního domu odkazovala na hamburskou pobočku. V letech 1923–1924 byly nájemní domy č. 23 a 24 přiléhající k pravé štítové zdi přizpůsobeny potřebám komerčních prostor. Během druhé světové války byly budovy bombardovány. Spálené ruiny menší budovy byly zbořeny po roce 1947. Větší budova byla střena až v polovině 60. let 20. století. Prostor větší budovy zůstal nezastavěný až do roku 2002, kdy byla na pozemku postavena kancelářská a hotelová budova Atrium Katedra.

## Popis budov
Obchodní dům se skládal ze dvou budov. Větší byla dvoupodlažní s podkrovím a 33 osami. Jej levá stěna sousedila s obchodním domem Warenkaufhausu Aronheim & Cohn. Menší z nich byla dvoupatrová sedminápravová budova s podkrovím. Obě stavby měly šikmé střechy.